# Radenthein

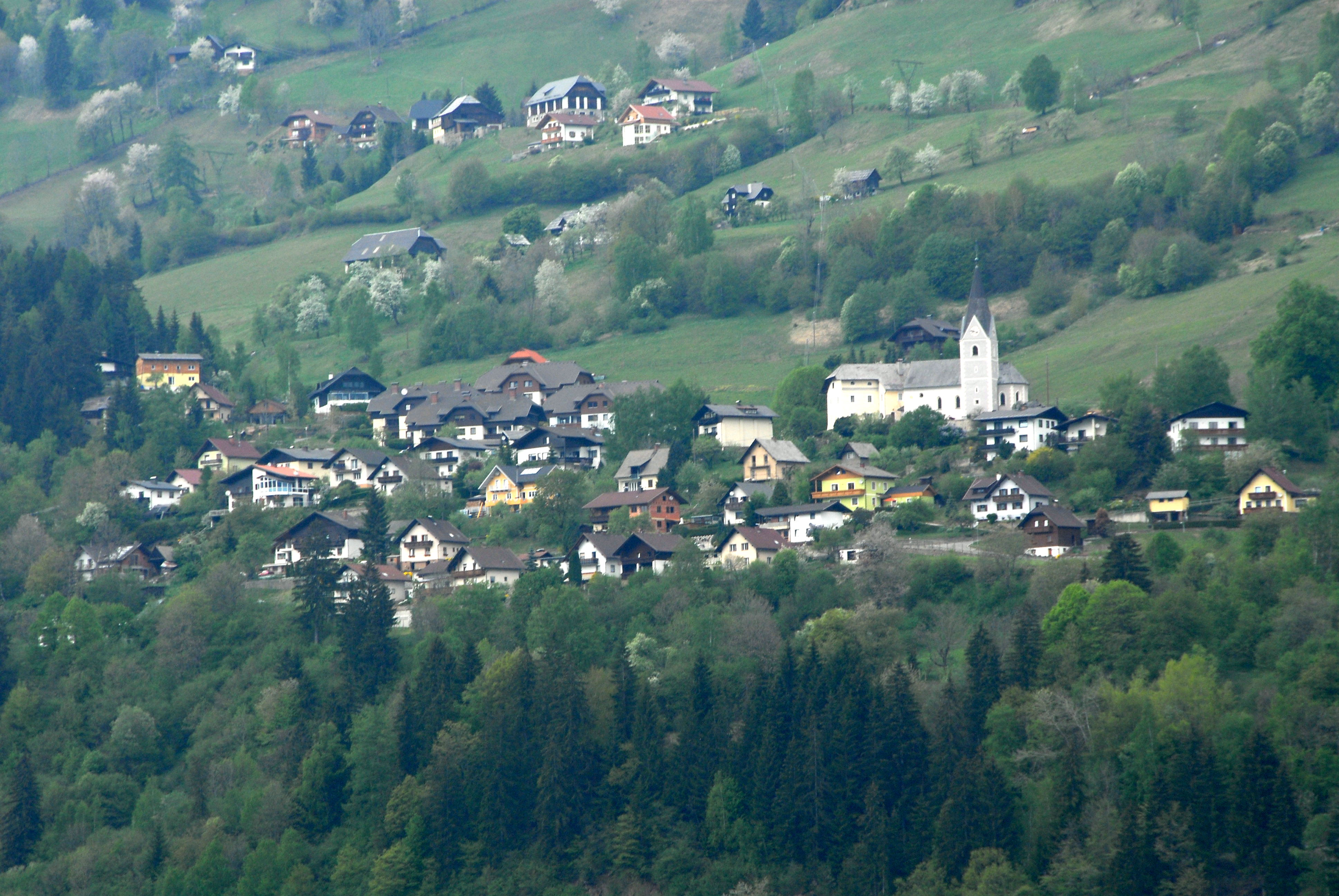
Sankt Peter

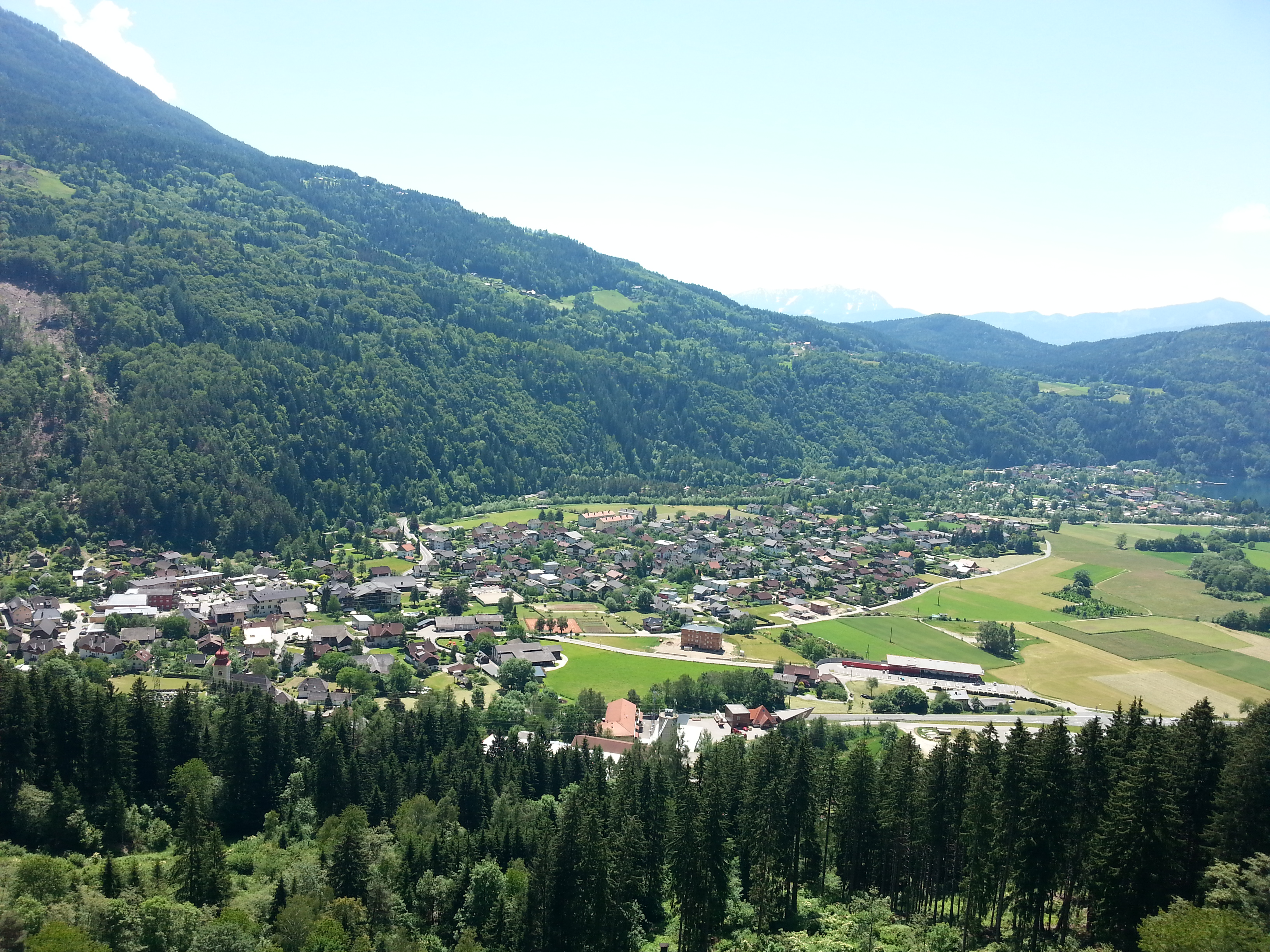
Döbriach

Radenthein  ist eine österreichische Stadtgemeinde mit 5756 Einwohnern (Stand 1. Jänner 2024) im Bezirk Spittal an der Drau im österreichischen Bundesland Kärnten.

## Geographie
Radenthein liegt im Gegendtal nordöstlich des Millstätter Sees am Fuß der Nockberge.

### Gemeindegliederung
Radenthein ist in folgende sechs Katastralgemeinden gegliedert: Döbriach, Kaning, Laufenberg, Radenthein, St. Peter in Tweng und Tweng.
Die Gemeinde umfasst folgende 16 Ortschaften (in Klammern Einwohnerzahl Stand 1. Jänner 2024):
- Dabor (154)
- Döbriach am Millstätter See (1414)
- Ebene (21)
- Erdmannsiedlung (315)
- Frischg (38)
- Hohensaß (84)
- Kaning (479)
- Laufenberg (78)
- Mitterberg (10)
- Obertweng (89)
- Radenthein (1729)
- St. Peter (339)
- Schrott (68)
- Starfach (163)
- Untertweng (713)
- Zödl (58)

Die Katastralgemeinden St. Peter in Tweng und Tweng, mit den Ortschaften St. Peter und Hohensaß bzw. Obertweng und Untertweng haben ihren Namen von der dortigen Klamm (Enge) des aus Bad Kleinkirchheim kommenden Riegerbachs und decken den Kern der katholischen Pfarrgemeinde St. Peter in Tweng ab.

### Nachbargemeinden
|                  | Krems in Kärnten                            |                    |
| Millstatt am See | Kompassrose, die auf Nachbargemeinden zeigt | Bad Kleinkirchheim |
| Ferndorf         |                                             | Feld am See        |

## Geschichte
Radenthein wurde erstmals 1177 als „villa Ratentim cum capella“ mit einem Pfarrer Hartmann erwähnt. Von den Ortschaften Döbriach und Kaning wird eine Gründung bereits vor rund 1000 Jahren vermutet. Radenthein und seine Umgebung gehörten lange Zeit zum Stift Millstatt, wo die Benediktiner bis zum 15. Jahrhundert wirkten.
Bereits für das ausgehende Mittelalter ist um Radenthein Bergbautätigkeit nachweisbar. An der Stelle des heutigen Magnesitwerks wurde das erste Hammerwerk zur Eisenverarbeitung betrieben; seit Ende des 18. Jahrhunderts verwendete man Schmelzöfen. Der untere Ortsteil rechts und links des Kaninger Baches hieß, bevor die Siedlung Teil von Radenthein wurde Niederdellach. Der Ort wurde lange als eigenständig mit Hammerwerk am Kirchheimer Bach erwähnt.
In der anliegenden Granatschlucht wurden Granatsteine abgebaut. Granate wurden auf der Millstätter Alpe bis 1914 in einer Schlucht entlang des Kaninger Baches im Lucknergraben abgebaut.
Schon 1860 wurde Magnesitstein von der Millstätter Alpe für die Ausmauerung der Radentheiner Hochöfen verwendet.
Im Jahre 1904 erfolgte im Globatschbachtal, an der Nordostseite der Millstätter Alpe, eine Erkundung der Magnesit-Lagerstätte. Die Standortwahl fiel auf Radenthein, dort begann 1908 die industrielle Verwertung des Vorkommens mit der Errichtung eines beachtlichen Magnesitwerkes. So wurden dort insgesamt sechs Schachtöfen mit allen zugehörigen Anlagen errichtet.
Die Industrialisierung hatte eine Verdoppelung der Einwohnerzahl zwischen 1900 und 1910 und darüber hinaus ein dauerhaftes Bevölkerungswachstum zur Folge. Der erste Direktor Emil Winter wurde 1933 zum Ehrenbürger der Gemeinde ernannt; er finanzierte auch das erste Schwimmbad Radentheins.
In den 1920er Jahren erwarb man das Abbaurecht für das Magnesitvorkommen in Hochfilzen und fusionierte mit der Allgemeinen Automobil G.m.b.H. in Wien zur „Austro American Magnesit Company“ (heute Teil der RHI AG).
Mit dem Anschluss an Deutschland 1938 wurde der Firmenname nun in Österreichische Magnesit AG umgewandelt und der Firmensitz nach München verlegt. Der steigende Magnesitbedarf führte 1941 zur Errichtung eines zweiten Tunnelofens. Nach dem Krieg kehrte der Firmensitz zurück.
Von der 1850 konstituierten Gemeinde wurde 1921 Kaning als eigene Ortsgemeinde ausgegliedert, 1973 wurden beide Gemeinden jedoch wieder vereinigt. Die Erhebung Radentheins zur Marktgemeinde erfolgte am 1. Dezember 1930. Im Jahr 1995 wurde Radenthein aufgrund seiner überregionalen Bedeutung zur Stadt erhoben.

## Bevölkerung
Zum Zeitpunkt der Volkszählung 2001 hatte Radenthein 6620 Einwohner, davon waren 96,2 % österreichische Staatsbürger. 62,7 % der Bevölkerung bekannten sich zur römisch-katholischen, 28,1 % zur evangelischen Kirche und 1,1 % zum Islam. 0,3 % gehörten der orthodoxen Kirche an und 7,2 % der Einwohner gaben kein religiöses Bekenntnis an.

### Bevölkerungsentwicklung
| Radenthein: Einwohnerzahlen von 1869 bis 2024       | Radenthein: Einwohnerzahlen von 1869 bis 2024 | Radenthein: Einwohnerzahlen von 1869 bis 2024 | Radenthein: Einwohnerzahlen von 1869 bis 2024 | Radenthein: Einwohnerzahlen von 1869 bis 2024 |
| --------------------------------------------------- | --------------------------------------------- | --------------------------------------------- | --------------------------------------------- | --------------------------------------------- |
| Jahr                                                |                                               |                                               |                                               | Einwohner                                     |
| 1869                                                | 1869                                          |                                               | 1.928                                         | 1.928                                         |
| 1880                                                | 1880                                          |                                               | 1.970                                         | 1.970                                         |
| 1890                                                | 1890                                          |                                               | 2.045                                         | 2.045                                         |
| 1900                                                | 1900                                          |                                               | 2.060                                         | 2.060                                         |
| 1910                                                | 1910                                          |                                               | 2.894                                         | 2.894                                         |
| 1923                                                | 1923                                          |                                               | 3.510                                         | 3.510                                         |
| 1934                                                | 1934                                          |                                               | 3.896                                         | 3.896                                         |
| 1939                                                | 1939                                          |                                               | 4.458                                         | 4.458                                         |
| 1951                                                | 1951                                          |                                               | 5.645                                         | 5.645                                         |
| 1961                                                | 1961                                          |                                               | 6.720                                         | 6.720                                         |
| 1971                                                | 1971                                          |                                               | 7.260                                         | 7.260                                         |
| 1981                                                | 1981                                          |                                               | 7.074                                         | 7.074                                         |
| 1991                                                | 1991                                          |                                               | 6.853                                         | 6.853                                         |
| 2001                                                | 2001                                          |                                               | 6.620                                         | 6.620                                         |
| 2011                                                | 2011                                          |                                               | 6.210                                         | 6.210                                         |
| 2021                                                | 2021                                          |                                               | 5.749                                         | 5.749                                         |
| 2024                                                | 2024                                          |                                               | 5.756                                         | 5.756                                         |
| Quelle(n): Statistik Austria, Gebietsstand 1.1.2021 |                                               |                                               |                                               |                                               |

## Kultur und Sehenswürdigkeiten

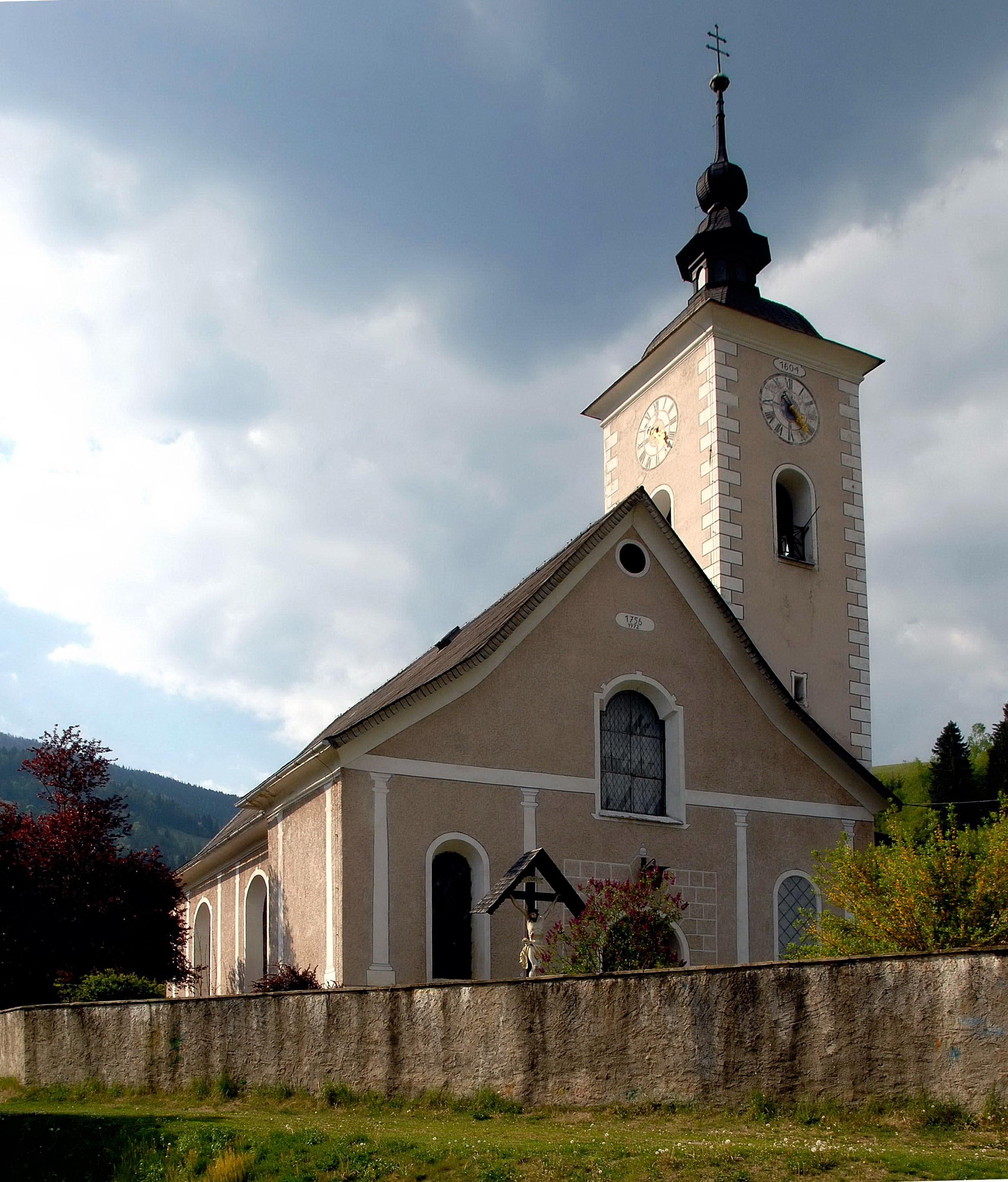
Pfarrkirche Radenthein

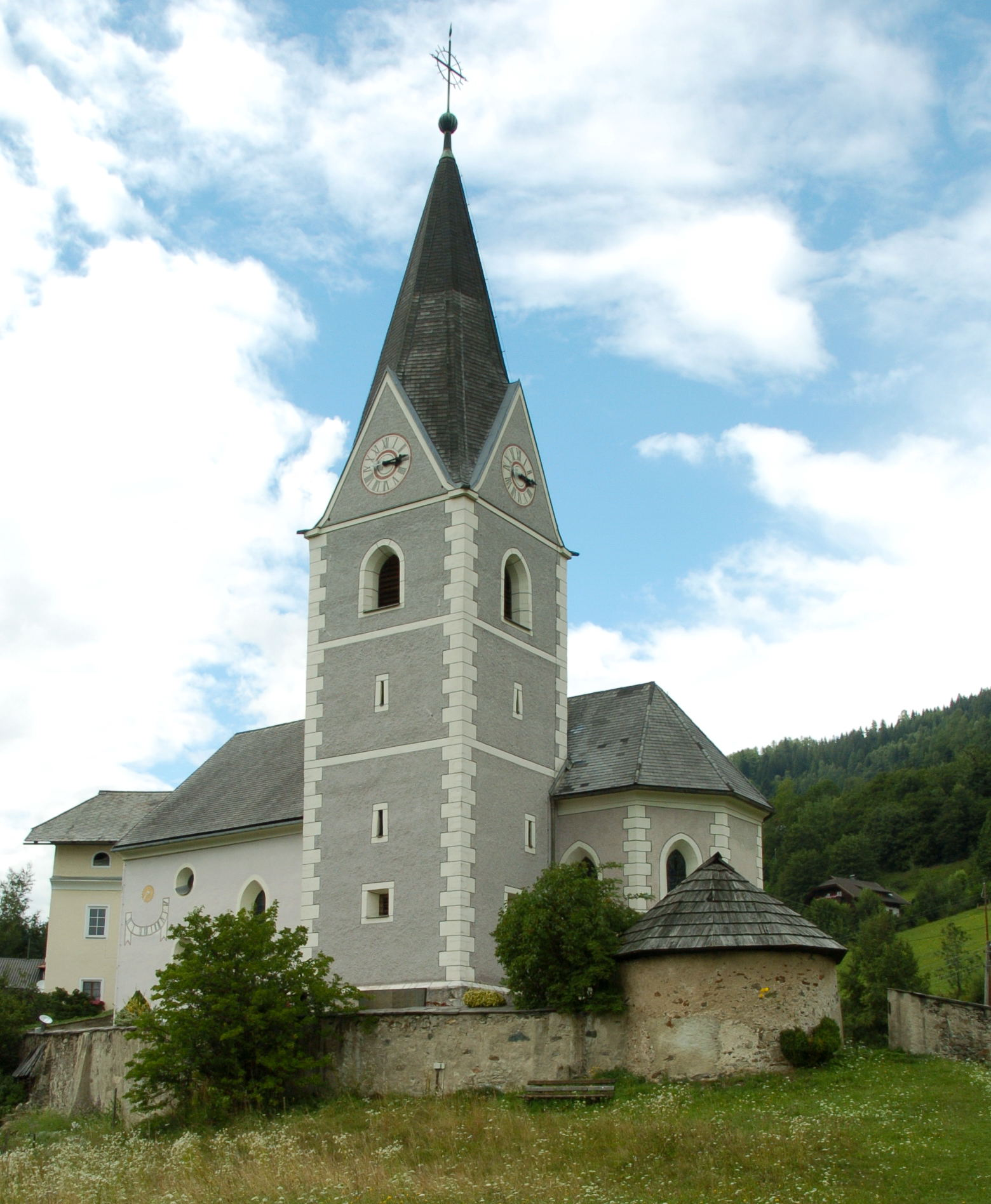
Pfarrkirche St. Peter ob Radenthein

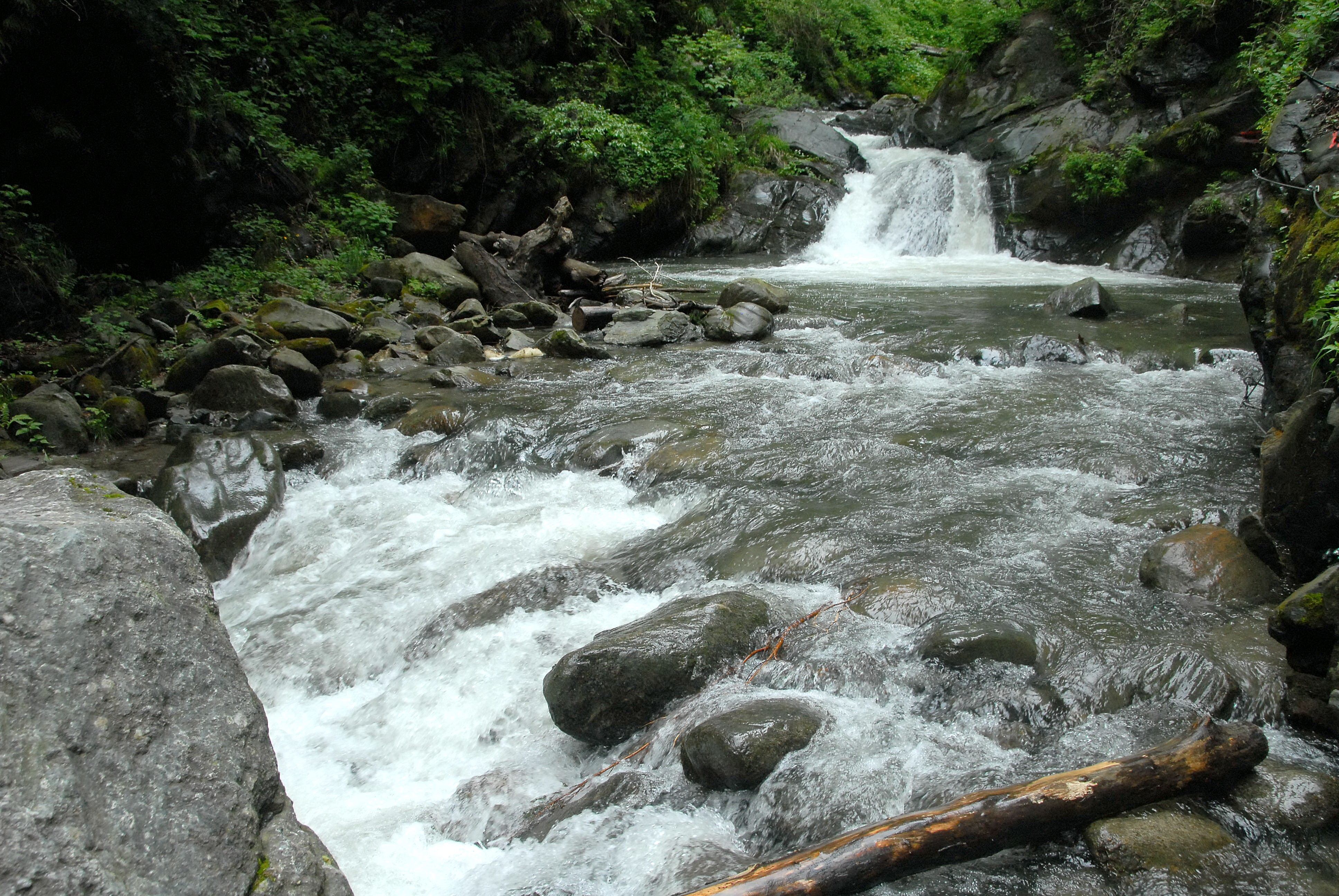
Kaningbach hinter dem Granatium

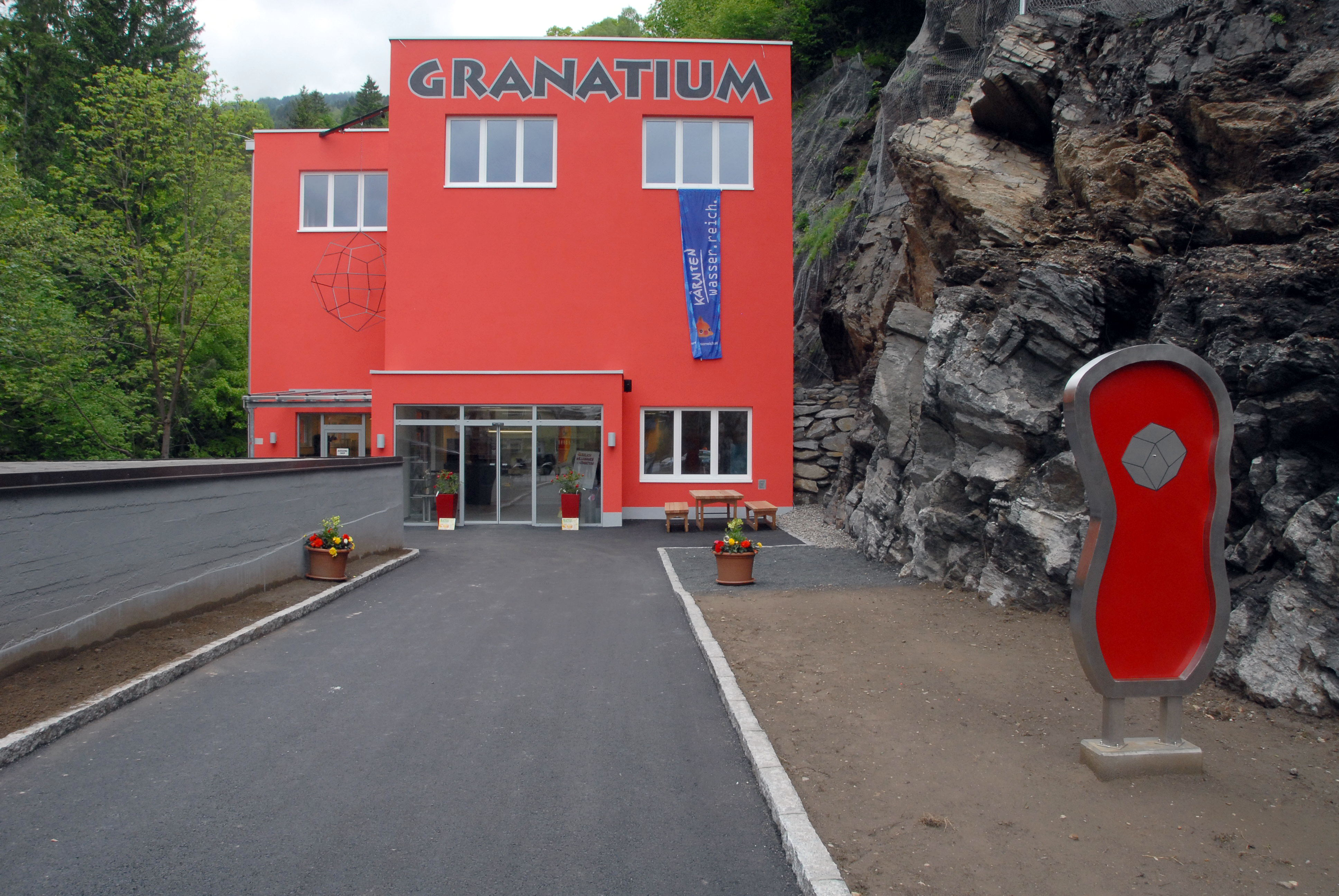
Granat-Museum „Granatium“

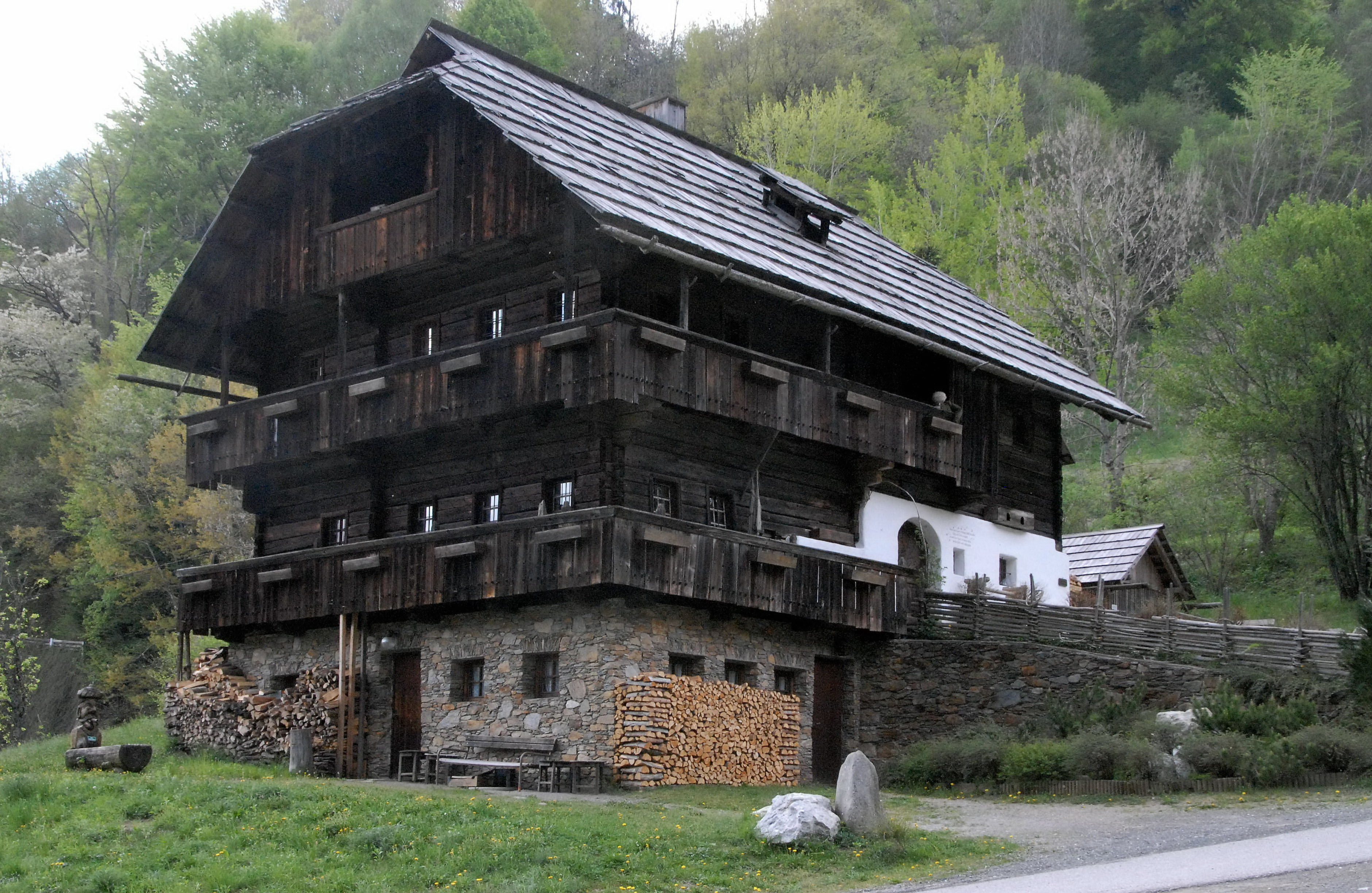
Türkhaus in Kaning

- Katholische Pfarrkirche Radenthein hl. Nikolaus: Die katholische Pfarrkirche oberhalb des Ortes ist eine schlichte Saalkirche aus dem 17. Jahrhundert mit romanisch-gotischem Kern. Ihre älteste urkundliche Erwähnung stammt aus dem Jahr 1177, Pfarrkirche ist sie seit 1262.
- Die evangelische Johanneskirche wurde 1953/54 erbaut, ein Anbau wurde 1997 errichtet.
- Katholische Pfarrkirche Kaning hl. Johannes der Täufer
- Katholische Pfarrkirche St. Peter ob Radenthein: Über Alter und Bau dieser Kirche lässt sich nichts Genaueres feststellen. Sicher ist jedoch, dass es sich um eine sehr frühe Gründung handelt. Die älteste erhaltene Urkunde über Sankt Peter stammt aus dem Jahre 1212. In dieser beurkundet Erzbischof Eberhard II. am 12. April 1212 zu Friesach den Kauf des Gutes Tweng samt dem Patronatsrecht über die Kirche Sankt Peter durch Bischof Walther von Conrad von Maria Pfarr in Salzburg. Die Kirche ist nach der Chronik im Jahre 1481 gegen die Türken befestigt worden. Im März 1951 ist die alte Bergkirche von Sankt Peter durch einen Brand soweit zerstört worden, dass nur mehr eine Ruine stehen blieb. Sie wurde in ihrer alten Form wiederaufgebaut und am 26. Juli 1953 eingeweiht. Bei der Ausstattung hat man sich zwar den heutigen Erfordernissen angepasst, jedoch den Charakter der Kirche gewahrt.
- Katholische Pfarrkirche Döbriach hl. Ägydius: Die Kirche wurde 1448 erstmals urkundlich erwähnt, liegt abseits vom Ortskern am nördlichen Berghang inmitten des Friedhofs.

- Türkhaus:  Zu den Sehenswürdigkeiten kann man das Türkhaus in Kaning und den direkt daneben liegenden „Mühlenwanderweg“ entlang des Roßbachs zählen. Dieser Weg führt an sieben verschiedenen Mühlen vorbei, die größtenteils Anfang des 19. Jahrhunderts gebaut wurden.[5]
- Granatium: Granat-Museum „Granatium“ mit Schaustollen und Schürfgelände in Radenthein
- Alte Bauernhäuser:   Ebenfalls interessant sind die alten Bauernhäuser in und um Radenthein und das
- Magnesitwerk
- Dorfbrunnen: Der Dorfbrunnen im Zentrum von Döbriach wurde Überlieferungen nach um 1369 von einem Durchreisenden zu Ehren der Seegötter erbaut.
- Arbeiterwohnhäuser:  um 1920 errichtete Arbeiterwohnhäuser, wie z. B. Millstätter Straße Nr. 23
- Sagamundo – Haus des Erzählens:  ein Sagen-Museum in Döbriach, in dem Kärntner Sagen visuell und akustisch dargestellt werden

### Sport und Freizeit
Der Radentheiner Bevölkerung stehen zur sportlichen Betätigung und zur Freizeitgestaltung zur Verfügung:
- Sportplatz in Radenthein
- Schwimmbad (2008/2009 modernisiert)
- Spielplatz im Stadtpark
- Sportplatz in Untertweng
- Fußballplatz in der Erdmannsiedlung
- Fußballplatz in St. Peter
- mehrere Strandbäder in Döbriach
- mehrere Tennisplätze in Döbriach
- Trachtenkapelle Kaning & Knappenmusikkapelle Radenthein
- Nockhalle:  Die Nockhalle wurde im Dezember 2008 im südlichen Teil von Radenthein fertiggestellt. Sie dient als Mehrzweckhalle für sportliche und kulturelle Veranstaltungen. In der Halle befindet sich auch die Boulderbox, eine vom Alpenverein verwaltete Anlage zum Bouldern.[6]
- Breitwand-Klettergarten in Döbriach für Sportklettern und Mehrseillängenkletterei mit dem sehr anspruchsvollen Klettersteig „Luft unter den Sohlen“ und ein weiterer Klettergarten mit mittelschweren Kletterrouten am Jungfernsprung am Millstätter See.
- Mehrere Wander- und Gehwege (beispielsweise die „Kalte Nacht“ oder „Weg der Juwele“)

## Wirtschaft und Infrastruktur

### Verkehr
Durch Radenthein führt die Millstätter Straße (B 98). Von ihr zweigt die Kleinkirchheimer Straße (B 88) ab, die über Bad Kleinkirchheim nach Reichenau führt.
Der öffentliche Verkehr wird von der ÖBB-Postbus GmbH und der Kärnten Bus GmbH durchgeführt. Am Postamt in Radenthein treffen sich die Kraftfahrlinien 5140, 5142, 5150 und 5168.
Die Linie 5140 wird von ÖBB-Postbus bedient und verkehrt vom Bahnhof in Spittal an der Drau entlang dem Nordufer vom Millstätter See nach Radenthein und weiter nach Bad Kleinkirchheim, Patergassen und Ebene Reichenau. An Werktagen von Montag bis Freitag wird diese Linie von 4.40 bis 19.30 in regelmäßigen Abständen bedient, an Samstagen, Sonn- und Feiertagen verkehren auf der Linie 8 Kurse zwischen Spittal und Radenthein, 6 davon bis Bad Kleinkirchheim.
Die Linie 5150 wird von ÖBB-Postbus bedient und verkehrt vom Hauptbahnhof Villach durch das Gegendtal bis nach Radenthein. An Werktagen von Montag bis Freitag wird diese Linie von 5.50 bis 19.40 in regelmäßigen Abständen bedient. An Samstagen verkehren zwei Kurspaare auf dieser Linie. An Sonn- und Feiertagen wird die Linie nicht bedient.
Die Linie 5142 wird von der Kärnten Bus GmbH betrieben und verkehrt an Schultagen mit 6 Kurspaaren zwischen Radenthein und Kaning.
Die Linie 5168 wird von der Kärnten Bus GmbH betrieben und verkehrt als Nebenast zur Hauptlinie von Radenthein über Döbriach, Glanz und Fresach zum Bahnhof nach Feistritz an der Drau. Die Linie wird an Werktagen von Montag bis Freitag mit zwei Kursen am Morgen und drei Kursen am Abend bedient. An Samstagen, Sonn- und Feiertagen wird diese Linie nicht bedient.
Alle Buslinien sind im gemeinsamen Tarifsystem des Verkehrsverbund Kärnten integriert.

### Ansässige Unternehmen
Radenthein ist vor allem durch sein seit 1908 bestehendes Grubenbergwerk bekannt.
Der heute noch verwendete Produktname RADEX setzt sich aus RADenthein und EXport zusammen.
Bis 1965 betrieb die Österreichisch-Amerikanische Magnesit AG (heute RHI AG) den Abbau des Gesteins im Tagebau, im so genannten „Bruch“. Heute wird das Gestein ausschließlich unter Tage in Stollen gewonnen. Aus Magnesit werden Feuerfestmaterialien hergestellt, die vor allem in der Stahl- und Eisenindustrie, aber auch in der Zement- oder Glasindustrie, unabdingbar sind.
Weiters ist in der Magnesitstadt die RCE Industrieofenbau Engineering GmbH (eine Tochterfirma der MAERZ Ofenbau AG) ansässig, die 1976 von der Radex Austria AG gegründet wurde, um intern entwickeltes Feuerfest-Knowhow zu vermarkten.
Daneben spielt der Tourismus eine wichtige Rolle, insbesondere in der am Millstätter See gelegenen Ortschaft Döbriach.

### Bildung
- Zwei Kindergärten, eine Kindergruppe
- Volksschulen Radenthein
- Volksschule Döbriach
- Neue Mittelschule mit den Schwerpunkten Italienisch und Sport

## Politik

### Stadtrat, Gemeinderat und Bürgermeister
Der Stadtrat (Stadtregierung) hatte bis 2021 sieben Mitglieder und der Gemeinderat von Radenthein 27 Mitglieder. Seit der Gemeinderatswahl 2021 verfügt der Gemeinderat über 23 Mitglieder.
- Mit der Gemeinderatswahl 2015 hatte er folgende Zusammensetzung: 11 Volkspartei-Liste MAIER, 10 SPÖ,  3 FPÖ, * 2 Liste Martin Wacker – Die Freiheitlichen in Radenthein, 1 Grüne (nach Auflösung der Ortsgruppe Mandat seit 19. Oktober 2017 nicht mehr besetzt)[7]
- Mit der Gemeinderatswahl 2021 hat er folgende Zusammensetzung: 14 ÖVP (Liste Maier, 6 SPÖ, 3 FPÖ).[8]

Direkt gewählter Bürgermeister ist Michael Maier (Volkspartei-MAIER, ÖVP Nahe Partei).
Trotz Parteiunabhängigkeit ist der Radentheiner Bürgermeister Michael Maier seit 2022 geschäftsführender ÖVP-Bezirksobmann von Spittal/Drau, sowie seit 2023 für die ÖVP Abgeordneter im Kärntner Landtag.

### Wappen
Vor der Verleihung eines Wappens führte Radenthein ein Bergmannszeichen im Siegel. Das am 7. März 1951 verliehene Wappen war das erste Kärntner Gemeindewappen in der Zweiten Republik und sollte sowohl die Tradition des Bergbaus als auch die Verbundenheit der Bevölkerung mit dem Land Kärnten versinnbildlichen. Ersteres wird mit dem geschliffenen Kristall in der oberen Hälfte des Wappens zum Ausdruck gebracht; er verweist auf die Millstätter Alpe bzw. den Lucknergraben als Fundstätte von Granatmineralen. Der schwarze Löwe in der unteren Hälfte des Wappens ist dem Kärntner Landeswappen entnommen. Die Tinkturen des Wappens (Gelb-Rot-Weiß bzw. Gold-Rot-Silber) entsprechen zudem den Landesfarben, womit die Tradition der vier Gemeindewappen der Ersten Republik fortgeführt wurde.
Die amtliche Blasonierung des Wappens lautet: „Ein erhöht von Rot über Gold geteilter, mit einer schmalen schwarzen Einfassung versehener Schild. Das obere Feld ist in seiner Herzstelle von einem silbernen Kreis durchbrochen, von dem 12 in Form eines Ständers angeordnete, sich verbreiternde, gleichfalls silberne Strahlen ausgehen; der Kreis ist mit einem geschliffenen, gelblich-braunen Edelstein belegt. Im unteren Felde erscheint abgeledigt ein schreitender, schwarzer, rot bezungter und bewehrter Löwe mit erhobener rechter Vorderpranke.“
Die Fahne ist Rot-Gelb mit eingearbeitetem Wappen.

### Städtepartnerschaften
Radenthein unterhält folgende Partnerschaften:
- Weiler/Rems, Stadtteil von Schorndorf in Baden-Württemberg, Deutschland
- Ampezzo in der Provinz Udine, Italien

## Persönlichkeiten

### Ehrenbürger
Von der Stadtgemeinde Radenthein wurden folgende Personen für ihre Verdienste geehrt:
- 1933: Werksdirektor Emil Winter
- 1956: Hannes Riegger
- 1958: Lionel Greene
- 1958: Generaldirektor Eduard Bargezi
- 1969: Hubertus Ziegler
- 1982: Altbürgermeister Rudolf Filipot
- 1991: Wolfgang Wick
- 2012: Ernst Werner
- 2018: Helmut Zieser
- 2018: Rudolf Obermann
- 2018: Franz Ludwig Hoffmann
- 2021: Johanna Schretter

### Söhne und Töchter der Stadtgemeinde
- Philipp Erlacher (1886–1980), Orthopäde
- Arnold Awerzger (1907–1976), Bergingenieur und Bergsteiger
- Herbert W. Liaunig (1945–2023), Unternehmer und Kunstsammler
- Elisabeth Kmölniger (1947–2018), Comic-Zeichnerin und -Autorin sowie Photographin und Buchillustratorin
- Wolf-Dieter Eigner (1952–1988), Schriftsteller
- Werner Mössler (* 1952), gehörloser Schauspieler und Übersetzer für Gebärdensprache
- Michael Bünker (* 1954), Bischof der Evangelischen Kirche A.B. in Österreich
- Michael Maier (* 1958), Journalist und IT-Unternehmer
- Gottfried Würcher (* 1958), Sänger des Nockalm Quintetts
- Reinhold Schmölzer (* 1983), Jazzmusiker
- Herbert Kickl (* 1968), ehemaliger österreichischer Innenminister und aktueller FPÖ-Parteivorsitzender
- Marco Schwarz[14] (* 1995), Skirennläufer